# Солилоквия
Солилоквия (от латински: soliloquium, от solus – „към себе си“ и loquor – „говоря“) е монолог с мисли, изричани на глас, адресиращи само лицето, което говори и никой друг.
Солилоквиите са използвани като средство в драмата, посредством които героят споделя своите мисли на публиката, като обикновено ги отправя директно или казва нещо поверително. Елизабетинският театър е използвал в голяма степен солилоквии, като например тези в „Да бъдеш или да не бъдеш“, централната част на Хамлет.